# 南布蘭奇 (密歇根州)
南布蘭奇（英語：South Branch）是位於美國密歇根州艾奧斯科縣普萊恩菲爾德鎮區及奧格莫縣古達鎮區的一個非建制地區。

## 地理
南布蘭奇所處的海拔為高於海平面285米（即935英呎），而該地所採用的時區為UTC-5，即北美东部時區（EST）。同時該地設有夏令時間，為UTC-5調快一小時，即UTC-4（EDT）。